# Leptasthenura setaria
El coludito de los pinos o tijeral de las araucarias (Leptathenura setaria),  es una especie de ave paseriforme de la familia Furnariidae perteneciente al género Leptasthenura. Es nativa del centro oriente de América del Sur. 

## Distribución y hábitat

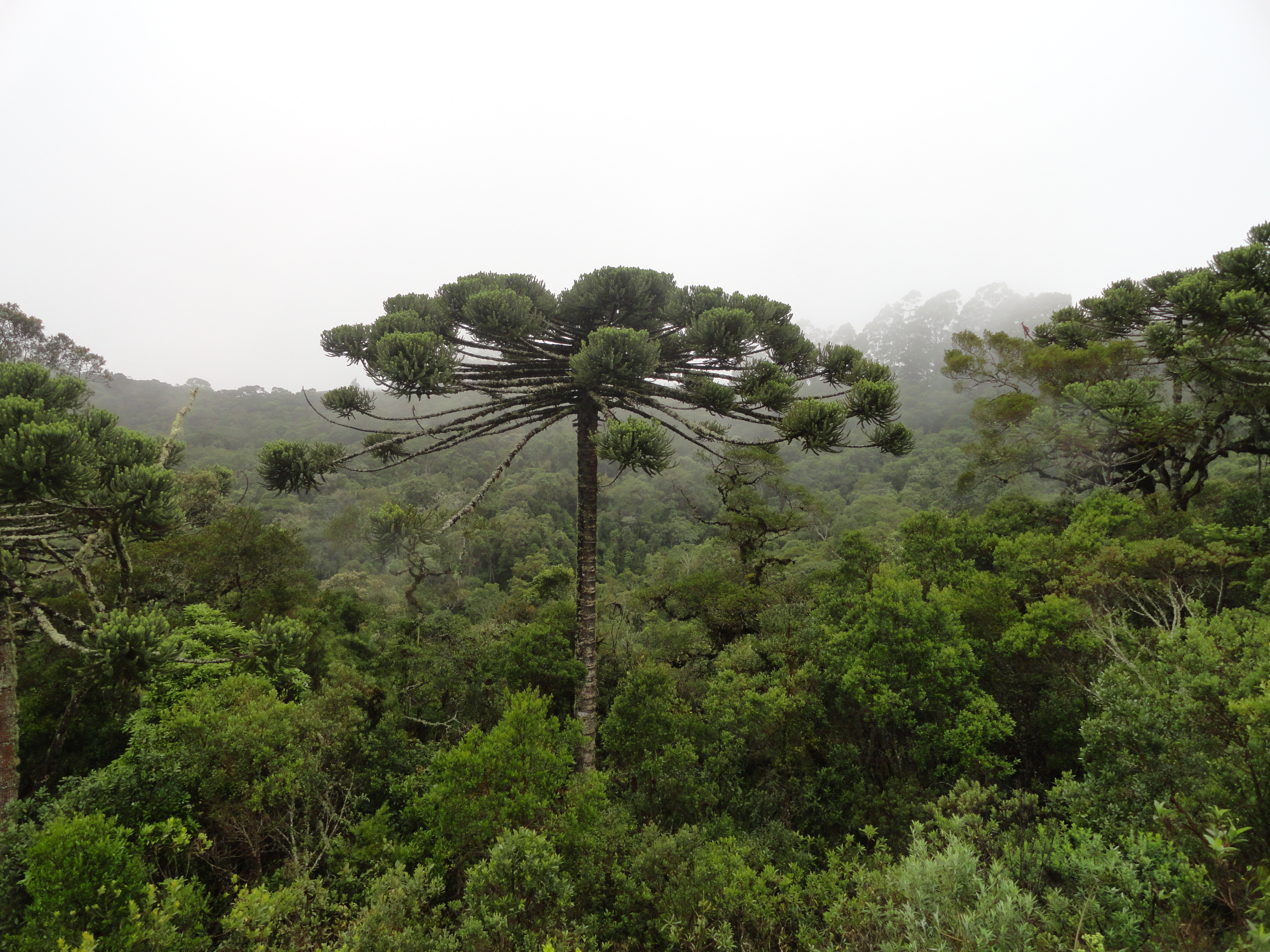
Bosque de Araucaria angustifolia, el hábitat de la especie.

Se distribuye en el sureste de Brasil (desde el extremo sureste de Minas Gerais y sur de Río de Janeiro hacia el sur hasta el norte de Rio Grande do Sul) y en el noreste de Argentina en la provincia de Misiones.
Esta especie es considerada bastante común en su hábitat natural; el dosel de los bosques de Araucaria angustifolia y también en arboledas o árboles plantados de la misma especie, entre los 750 y 1900 m de altitud.

## Descripción
Mide 17 cm de longitud. Presenta cresta prominente con corona de líneas negras y blancuzcas. Las partes superiores son principalmente de color castaño rojizo rufo, con la cabeza gris a negruzca y líneas superciliares blancuzcas o ante claro, la cola rufa con las timoneras centrales negras; las partes inferiores son canela anteado a ocráceo claro, con rayas negruzcas en el pecho, la garganta es blanca con los lados negruzcos y el crísum es leonado.

## Alimentación
Se alimenta de artrópodos pequeños, que encuentra en las ramas y la hojas de las araucarias.

## Reproducción
Construye un nido con ramas secas de araucaria y lo protege con sus hojas puntiagudas.

## Sistemática

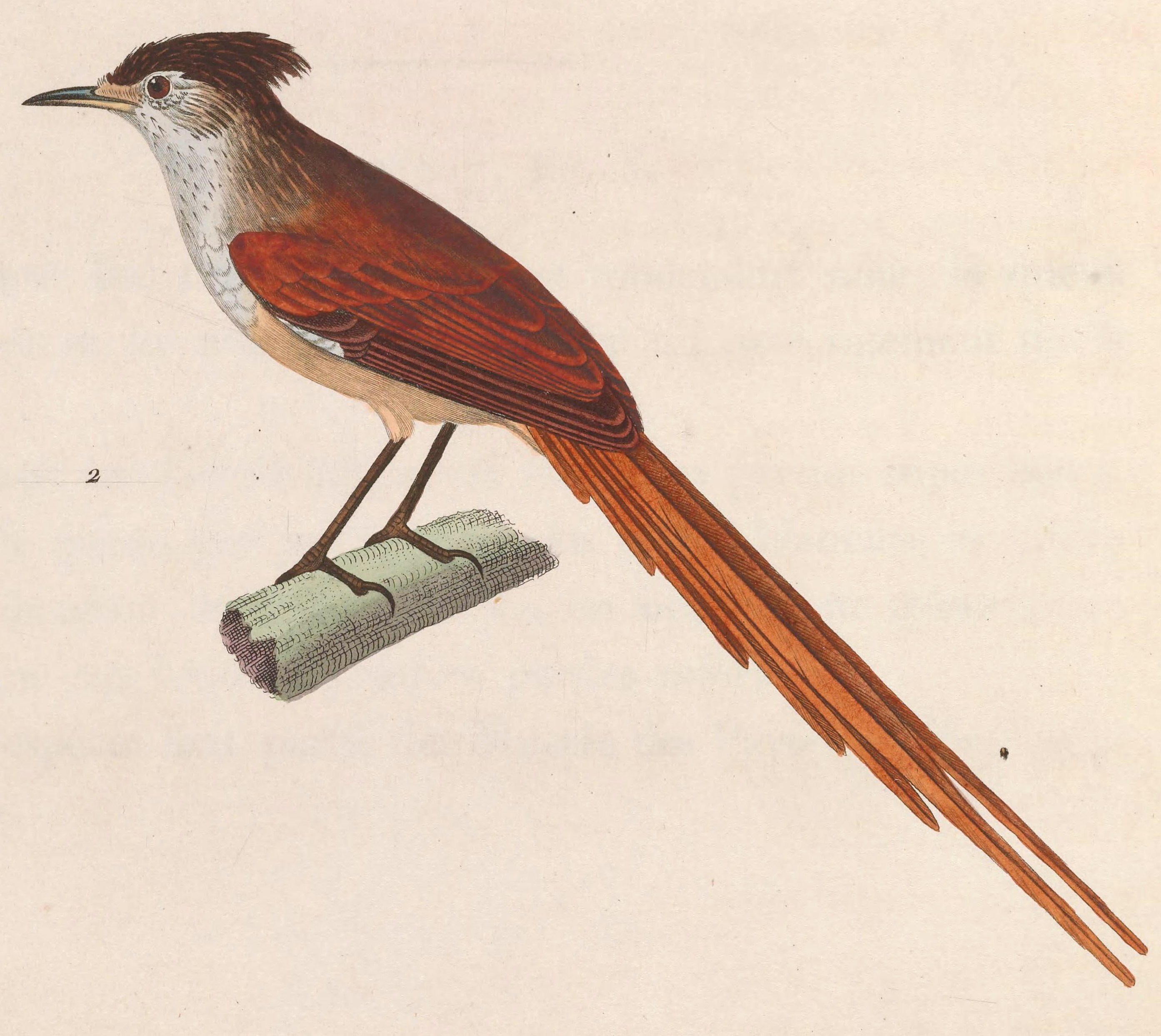
Synallaxis setaria = Leptasthenura setaria, ilustración de Huet y Prêtre en Nouveau recueil de planches coloriées d'oiseaux, 1838.

### Descripción original
La especie L. setaria fue descrita por primera vez por el ornitólogo neerlandés Coenraad Jacob Temminck en 1824 bajo el nombre científico de Synallaxis setaria; la localidad tipo es: «São Paulo, Brasil; error = Castro, Paraná, Brasil».

### Etimología
El nombre genérico femenino «Leptasthenura» se compone de las palabras del griego «leptos»: fino, «asthenēs»: débil, y «oura»: cola, significando «de cola fina y débil»; y el nombre de la especie «setaria», deriva del latín moderno «setarius»: con cerdas o pelos, erizado.

### Taxonomía
Los estudios genéticos demuestran que la presente es hermana del par formado por Leptasthenura platensis y L. striolata. Anteriormente fue colocada en los géneros monotípicos Dendrophylax o Bathmidura. Es monotípica.